# Douglas Hofstadter
Douglas Richard Hofstadter (Nova York, Estats Units, 15 de febrer de 1945) és un científic, filòsof i acadèmic nord-americà. És principalment conegut pel seu llibre Gödel, Escher, Bach: un etern i gràcil bucle (Gödel, Escher, Bach: an Eternal Golden Braid, abreujat GEB), que va ser publicat el 1979, i va guanyar el Premi Pulitzer d'assaig el 1980
i un premi de la National Book Award en l'apartat de ciència.
Aquest llibre ha inspirat milers d'estudiants a començar les seves carreres en computació i intel·ligència artificial.
Entre els seus interessos, estan la música, els temes de la ment, la creativitat, l'autoreferència, la traducció, i els jocs matemàtics. També és el creador de la llei de Hofstadter.

## Biografia
Fill del físic guanyador del Premi Nobel Robert Hofstadter, es va graduar en matemàtiques a la Universitat Stanford i va rebre el seu doctorat en física a la Universitat d'Oregon el 1975. Passa després a integrar-se en l'equip del laboratori d'Intel·ligència Artificial del MIT, i actualment és titular de la càtedra de ciències cognitives a la Universitat de Michigan.
Fins al 2005, va ser professor universitari de ciències cognitives i informàtiques; professor adjunt d'història i filosofia de la ciència, filosofia, de literatura comparada, i de psicologia a la Universitat d'Indiana a Bloomington, on dirigeix el centre per a la investigació sobre conceptes i cognició.
Hofstadter és poliglot; a més d'anglès, la seva llengua materna, parla perfectament italià, francès i alemany, en ordre descendent de fluïdesa parla alemany, rus, espanyol, suec, mandarí, neerlandès, polonès i hindi. A mitjans dels anys 1960, va passar alguns anys a Suècia, a on va aprendre suec. Va aprendre l'alemany, francès i italià durant l'any que va passar en la seva joventut a Ginebra. També sap una mica de rus: va traduir parts de GEB al rus, i va publicar una traducció a l'anglès en vers d'Eugene Onegin d'Aleksandr Pushkin. En Le Ton beau de Marot: In Praise of the Music of Language (escrit en memòria de la seva última esposa Carol) es descriu com un "pilingüe" (entès en 3,14159 (pi) idiomes) i "oliglota" (parlant de pocs idiomes).
El 1979, va publicar Gödel, Escher, Bach: un etern i gràcil bucle, un voluminós llibre que es va convertir en un sorprenent èxit de vendes, en què es tracten en profunditat temes tan dispars com ara la lògica matemàtica, la biologia, la psicologia i la lingüística, tots al voltant del fenomen de l'autoreferencialitat. També ha publicat, en col·laboració amb Daniel Dennett, The Mind I: Fantasies and Reflections on Self and Soul (1981) i Metamagical themas, el 1985.
El 2007 va publicar I am a strange loop (Jo sóc un estrany bucle, primera edició espanyola, Barcelona, 2008), aprofundint en el concepte de "bucle estrany" que va tractar en Gödel, Escher, Bach, aplicant-lo al concepte del jo. L'autor defensa la tesi que el jo (la consciència, l'ànima...) és una il·lusió necessària, un mite o una al·lucinació imprescindible, resultat d'un procés cerebral complex i tan sofisticat, que pot contemplar-se a si mateix.
Carrega contra el prejudici cartesià de l'ànima com a "ocell engabiat" en un sol cervell: "un cervell adult conté no sols el bucle estrany que constitueix la identitat de la persona associada a aquest cervell, sinó molts patrons en forma d'estrany bucle que són còpies de baixa resolució dels bucles estranys primaris que s'allotgen en altres cervells" (cap. 18, "La difusa resplendor de la identitat humana").